# Catedral del Ángel de la Guarda (Las Vegas)
La catedral Ángel de la Guarda (del inglés: Guardian Angel Cathedral) es la catedral de la diócesis de Las Vegas. Está localizada en Las Vegas, Nevada, en 302 Cathedral Way, justo en las afueras de Las Vegas Strip, cerca de Encore Hotel. Desde la creación en 1995 de la diócesis de Las Vegas, esta iglesia, que fue construida en 1963 y que anteriormente era parroquia de la diócesis de Reno, ha pasado a ser la sede del obispo de Las Vegas.
El arquitecto de la catedral de estilo moderno, fue el arquitecto de Los Ángeles Paul Revere Williams.